# Sundbornsgårdens kapell
Sundbornsgårdens kapell ligger på Sundbornsgården och används sedan 1960-talet framförallt som kapell för besökande ungdomsgrupper.
Kapellet renoverades 1995 och återinvigdes av biskop Clas-Bertil Ytterberg.